# 11626 Church Stretton
11626 Church Stretton este un asteroid din centura principală de asteroizi.

## Descriere
11626 Church Stretton este un asteroid din centura principală de asteroizi. A fost descoperit pe 8 noiembrie 1996 la Church Stretton de Stephen P. Laurie
. Asteroidul prezintă o orbită caracterizată de o semiaxă mare de 2,27 ua, o excentricitate de 0,10 și o înclinație de 4,8° în raport cu ecliptica.